# Équipe d'Uruguay de rugby à XV des moins de 20 ans
L'équipe d'Uruguay des moins de 20 ans est constituée par une sélection des meilleurs joueurs uruguayens de rugby à XV de moins de 20 ans, sous l'égide de la fédération uruguayenne de rugby à XV.

## Histoire
L'équipe d'Uruguay des moins de 20 ans est créée en 2008, remplaçant les équipes d'Uruguay des moins de 21 ans et des moins de 19 ans à la suite de la décision de l'IRB en 2007 de restructurer les compétitions internationales junior. Elle participe chaque année au championnat du monde junior ou au Trophée mondial junior suivant son classement ; l'Uruguay n'a raté que deux éditions du Trophée mondial, en 2009 et 2012.
En 2008 (en), les jeunes Uruguayens remportent l'édition inaugurale du Trophée mondial des moins de 20 ans, et gagnent ainsi leur place pour le championnat du monde 2009. Néanmoins, ils termineront à la dernière place du championnat.
Alors que le Trophée mondial est organisé « à domicile » en 2017 (en),, les Teritos terminent la compétition à la 3e place, remportant ainsi la médaille de bronze comme deux années auparavant.
En 2023, pour la reprise de la compétition, les jeunes Uruguayens s'inclinent en finale contre les Espagnols.

## Palmarès
- Trophée mondial de rugby à XV des moins de 20 ans :
  - Vainqueur : 2008 (en).
  - Finaliste : 2023.
  - Troisième : 2015 (en), 2017 (en).